# Droperidol
Droperidolul este un antipsihotic tipic și un antiemetic derivat de butirofenonă, fiind utilizat în tratamentul vomei post-operatorii. Căile de administrare disponibile sunt intravenoasă și intramusculară.
Molecula a fost dezvoltată de Janssen Pharmaceutica în anul 1961. Compusul acționează ca antagonist al receptorilor dopaminergici D2, având și o acțiune antagonistă histaminergică și serotoninergică.